# 高根義人
高根 義人（たかね よしひと、1867年8月10日（慶応3年7月11日） - 1930年（昭和5年）7月14日）は、日本の法学者。専門は商法。

## 人物
豊前国英彦山の修験者で攘夷運動家の高根正也の次男として生まれる。
平河学校（現・千代田区立麹町小学校）卒業。平河学校では、学年は違うものの児童文学者の巖谷小波や洋画家の黒田清輝、能書家の宮島詠士らと親しくなり、その交流は終生続いた。1886年（明治19年）東京専門学校（現早稲田大学）卒業、1892年（明治25年）東京帝国大学法科大学卒業、同大学院進学。1901年（明治34年）法学博士。
1892年（明治25年）東京専門学校（現早稲田大学）講師就任。ベルリン大学留学等を経て、1900年（明治33年）京都帝国大学法科大学商法第一講座教授、京都法政学校（現在の立命館大学）講師、1907年（明治40年）京都帝国大学を退官し弁護士登録。1930年縊死。
高根義三郎（裁判官）は三男。